# Афанасьєвська (Бабаєвський район)
Афанасьєвська — присілок у Бабаєвському районі Вологодської області Росії.
Входить до складу Борисовського сільського поселення (з 1 січня 2006 року по 13 квітня 2009 року входила в Новолукінське сільське поселення).
Відстань по автодорозі до районного центру Бабаєво — 74 км, до центру муніципального утворення села Борисово-Судське по прямій — 7 км. Найближчі населені пункти — с. Волково, с. Папіно, с. Сидорово. Станом на 2002 рік постійного населення не було.